# 索沃泰尔-圣但尼
索沃泰尔-圣但尼（法語：Sauveterre-Saint-Denis，法語發音：[sovtɛʁ sɛ̃ dəni]）是法国洛特-加龙省的一个市镇，位于该省东南部，省会阿让市区东南约5公里，加龙河左岸，属于阿让区和阿让城市圈公共社区。该市镇总面积8.25 平方千米，海拔在45至53米之间，2022年1月1日年时的人口为385人。

## 行政区划
索沃泰尔-圣但尼的邮政编码为47220，市镇编码为47293。

## 交通
洛特-加龙省省道D308线经过索沃泰尔-圣但尼镇中心，并跨越加龙河与北侧的干线公路相连。

## 人口
索沃泰尔-圣但尼人口变化图示